# 玛戈特·阿德勒
玛戈特·阿德勒（Margot Adler，1946年4月16日—2014年7月28日），是一名美国作家、新闻家、演讲家、现代巫术的女祭司。她曾经供职于美国公共广播电台。
2014年，她因子宫内膜癌死于纽约市的家中，享年68岁。